# Maharani Chakravorty
 Maharani Chakravorty (* 1937 in Bhagalpur, Britisch-Indien; † 16. Januar 2015 in Kalkutta, Indien) war eine indische Biologin und Hochschullehrerin. Sie war eine der ersten Molekularbiologinnen Indiens und entdeckte unter anderem, dass der Membrankomplex des bakteriellen Krankheitserregers Salmonella Typhimurium der Ort der DNA- und RNA-Synthese ist.

## Leben und Werk
Chakravorty schloss 1950 ihre Schulbildung ab und studierte die nächsten zwei Jahre an der Presidency University in Kalkutta. Nach ihrem Master of Science-Abschluss bei dem Biologen Sourindra Mohan Sircar am Rajabazar Science College der Universität Kalkutta forschte sie am Bose-Institut. Dort arbeitete sie bei dem Chemiker Debi Prosad Burma als Teil ihrer Doktorarbeit an der mikrobiellen Proteinsynthese.
Nach der Abgabe ihrer Dissertation heiratete sie Burma. Ihre Postdoc-Ausbildung in Enzymchemie absolvierte sie im Labor von Bernard Horecker an der New York University Grossman School of Medicine, wo ihr Ehemann mit dem späteren Nobelpreisträger Severo Ochoa in der Biochemieabteilung forschte. Ihr erstes Kind wurde während ihres Aufenthalts in New York geboren.
Nachdem sie aus den USA zurückgekehrt war, trat sie als Beauftragte des Council of Scientific and Industrial Research (CSIR) in das Bose Institute ein. 1965 übertrug sie ihre Funktion vom Bose Institut in Kalkutta an die Abteilung für Biochemie der Banaras Hindu University. 1967 wurde sie als erste Inderin bei einem von der International Cell Research Organization (ICRO) organisierten und der UNESCO gesponserten Kurs bei dem amerikanischen Molekularbiologen Sol Spiegelman in Neapel in der DNA-RNA-Hybridisierungstechnik geschult.
Da ihr in Indien für ihre Experimente kein Gerät für die Messung der Aktivität radioaktiver Proben zur Verfügung stand, arbeitete sie von 1968 bis 1969 im Labor in der Abteilung für Humangenetik in Ann Arbor in Michigan.
Während ihrer Amtszeit an der Banaras Hindu University (BHU) baute sie zusammen mit ihrem Mann die Abteilung für Molekularbiologie auf. 1981 organisierte sie den ersten Laborkurs über rekombinante DNA-Techniken in Asien und im Fernen Osten.
Sie forschte im Bereich der Wirt-Virus-Interaktion und der Gentechnik. An der Banaras Hindu University war sie in verschiedenen Funktionen tätig, unter anderem als Professorin und Leiterin der Abteilung für Molekularbiologie. Nach ihrer Pensionierung arbeitete sie als emeritierte Wissenschaftlerin am National Institute of Cholera and Enteric Diseases in Kalkutta.

## Auszeichnungen (Auswahl)
- 1975 Verdienstzertifikat des Institute of Medical Sciences, BHU
- 1979: Best Research Award des Institute of Medical Sciences, BHU[7]
- 1979: Kshanika Oration Award[8]
- 1981: YS Narayan Rao Award, ICMR
- 1981: Hari Om Ashram Alembic Research Award, Medical Council of India
- 2007: JC Sengupta Memorial Award
- 2007: Darshan Ranganathan Memorial Award, INSA[9]

## Mitgliedschaften
Sie war Gründungsmitglied der Association of Clinical Biochemists of India, Fellow der National Academy of Sciences India (Prayagraj, ehemals Allahabad), der National Academy of Medical Sciences, Indien (Neu-Delhi), und der Indian Virology Society. 

## Veröffentlichungen
- mit D. P. Burma: From Physiology and Chemistry to Biochemistry. In: Project of History of Science, Philosophy and Culture in Indian Civilization, Volume XIII Part 2. Pearson Education, 2010, ISBN 978-81-317-3220-5.
- Microbial Synthesis of Protein in Relation to the Biogenesis of Nucleic Acids with Azotobacter vinelandii as the Test Organism. Nature volume 187, 1960, S. 239–240.